# Gerrhopilidae
Gerrhopilidae – rodzina węży z nadrodziny Typhlopoidea w rzędzie łuskonośnych (Squamata).

## Zasięg występowania
Rodzina obejmuje gatunki występujące w południowej i południowo-wschodniej Azji oraz w Papui-Nowej Gwinei. 

## Podział systematyczny
Takson Gerrhopilidae został wyodrębniony z rodziny Typhlopidae w 2010 roku jak rodzina monotypowa, zawierająca tylko rodzaj Gerrhopilus. Następnie w 2014 roku wyodrębniono z rodzaju Ramphotyphlops takson Cathetorhinus i przeniesiono go do Gerrhopilidae. Do rodziny należą następujące rodzaje:
- Cathetorhinus – jedynym przedstawicielem jest Cathetorhinus melanocephalus
- Gerrhopilus